# Курома (приток Уфтюги)
Курома — река в России, протекает в Красноборском районе Архангельской области. Устье реки находится в 19 км по правому берегу реки Уфтюга у деревни Высокий Двор муниципального образования «Верхнеуфтюгское». Длина реки составляет 12 км.

## Данные водного реестра
По данным государственного водного реестра России относится к Двинско-Печорскому бассейновому округу, водохозяйственный участок реки — Северная Двина от впадения реки Вычегда до впадения реки Вага, речной подбассейн реки — Северная Двина ниже места слияния Вычегды и Малой Северной Двины. Речной бассейн реки — Северная Двина.
Код объекта в государственном водном реестре — 03020300112103000026206.